# 紫背冷水花
紫背冷水花（学名：Pilea purpurella）为荨麻科冷水花属的植物，是中国的特有植物。分布于中国大陆的江西、广东等地，生长于海拔580米至700米的地区，见于山沟水边阴湿处，目前尚未由人工引种栽培。